# 源定有
源 定有（みなもと の さだあり、生没年不詳）は、平安時代前期の貴族。文徳天皇の皇子。官位は正四位下・大蔵卿。

## 経歴
一世源氏の蔭位により无位から従四位上に直叙された後、陽成朝から光孝朝にかけて大蔵卿を務め、光孝朝の仁和2年（886年）正四位下に至る。光孝朝末には信濃権守も兼帯した。

## 官歴
『日本三代実録』による。
- 時期不詳：従四位上（直叙）
- 元慶6年（882年） 6月26日：見大蔵卿
- 仁和2年（886年） 正月7日：正四位下
- 仁和3年（887年） 6月25日：見大蔵卿兼信濃権守。この年に地震に見舞われて八ヶ岳の山体崩壊が起こり翌年には仁和の洪水があったとされる。

## 系譜
『尊卑分脈』による。
- 父：文徳天皇
- 母：菅野氏
- 生母不詳の子女
  - 男子：源雅固
  - 男子：源雅胤
  - 女子：藤原恒佐妾